# Torneo de Berlín 1998
El German Open 1998 fue un torneo de tenis femenino, disputado del 11 al 17 de mayo de 1998. Fue un evento de categoría Tier I que se jugó en canchas de polvo de ladrillo como preparativo para el segundo Grand Slam del año, Roland Garros. Fue la 83.ª edición del torneo y tuvo lugar en el Rot-Weiss Tennis Club en la capital alemana, Berlín.

## Campeonas

### Individual femenino
Conchita Martínez venció a  Amélie Mauresmo  por 6–4, 6–4

### Dobles femenino
Lindsay Davenport /  Natasha Zvereva vencieron a  Alexandra Fusai /  Nathalie Tauziat por 6–3, 6-0